# Sosnowa Góra (Przetoczyno)
Sosnowa Góra – część wsi Przetoczyno w Polsce, położona w województwie pomorskim, w powiecie wejherowskim, w gminie Szemud, na obrzeżach Trójmiejskiego Parku Krajobrazowego. Wchodzi w skład sołectwa Przetoczyno.
W latach 1975–1998 Sosnowa Góra administracyjnie należała do województwa gdańskiego.